# Yvon Biefnot
Yvon L.E. Biefnot (Ghlin, 28 februari 1936) is een voormalig Belgisch volksvertegenwoordiger en burgemeester voor de Parti Socialiste.

## Levensloop
Biefnot werkte als ambtenaar voor de provincie Henegouwen en werd in oktober 1970 voor de PS verkozen tot gemeenteraadslid van Pâturages, waar hij van 1971 tot 1976 schepen van Cultuur was. In 1977 ging Pâturages als gevolg van de fusie met Warquignies en Wasmes op in de nieuwe gemeente Colfontaine. Hij was er van 1977 tot 1982 schepen van Cultuur en volgde in januari 1983 Marcel Busieau op als burgemeester van de gemeente, een functie die hij tot in 2003 zou uitoefenen.  Hij bleef daarna nog gemeenteraadslid tot in 2006.
Van 1977 tot 1995 zetelde Biefnot voor het arrondissement Bergen in de Kamer van volksvertegenwoordigers. Hij zetelde hierdoor automatisch ook in de Cultuurraad voor de Franse Cultuurgemeenschap (1977-1980), de Franse Gemeenschapsraad (1980-1995) en de Waalse Gewestraad (1980-1995). In de Raad van de Franse Gemeenschap was hij van 1981 tot 1994 PS-fractievoorzitter en van 1994 tot 1995 ondervoorzitter. Als lid van de Franse Gemeenschapsraad interesseerde hij zich vooral in dossiers rond persvrijheid en bijstand aan de pers.
Vervolgens was Biefnot van 1995 tot 1999 voor het arrondissement Bergen lid van het Waals Parlement en het Parlement van de Franse Gemeenschap. Van 1995 tot 1997 was hij ondervoorzitter van het Parlement van de Franse Gemeenschap en van 13 maart 1997 tot 13 juni 1999 was hij na het ontslag van Guy Spitaels voorzitter van het Waals Parlement. Hij was ook lid van de Parlementaire Assemblée van de Raad van Europa en van de West-Europese Unie. Bij de verkiezingen van juni 1999 was Biefnot geen kandidaat meer.
Daarnaast was hij voorzitter van de ngo Solidarité Socialiste, bestuurder van de Intercommunale voor Sociale Werken in de Borinage en IDEA, de intercommunale voor economische en ruimtelijke ontwikkeling in de streek van Bergen en ondervoorzitter van de TEC in Henegouwen. De naam van Biefnot werd gegeven aan het nieuw administratief centrum van de gemeente.